# Чемпионат России по хоккею на траве среди мужчин 2008
Чемпионат России по хоккею на траве среди мужчин суперлиги 2008 (17-й Чемпионат России по хоккею на траве среди мужских команд суперлиги) является 17-м сезоном Суперлиги Федерации хоккея на траве России. В чемпионате было сыграно 35 игр, забито 754 мячей.
 Чемпионами стала команда Динамо (Казань). Команда Динамо-Электросталь уступила казанцам лишь по разнице забитых и пропущенных мячей.

## Участники
- Динамо (Казань)
- Динамо-Электросталь (Московская обл.)
- Динамо-Строитель (Екатеринбург)
- Московский строитель (Москва)[4]
- Строитель (Брест, Республика Беларусь)
- ХК Тана (Азов)

### Результаты игр
(взято из)
| Дата                                                  | Команда 1                       |   | Команда 2                       | Счет |
| ----------------------------------------------------- | ------------------------------- | - | ------------------------------- | ---- |
| 21 апреля 2008                                        | Тана (Азов)                     | - | Динамо (Казань)                 | 0:6  |
|                                                       | Динамо (Электросталь)           | - | Московский строитель            | 4:2  |
|                                                       | Строитель (Брест, Белоруссия)   | - | Динамо-Строитель (Екатеринбург) | 0:3  |
| 22 апреля 2008                                        | Тана (Азов)                     | - | Динамо (Казань)                 | 1:10 |
|                                                       | Динамо (Электросталь)           | - | Московский строитель            | 6:0  |
|                                                       | Строитель (Брест, Белоруссия)   | - | Динамо-Строитель (Екатеринбург) | 1:4  |
| 28 апреля 2008                                        | Строитель (Брест, Белоруссия)   | - | Динамо (Электросталь)           | 1:2  |
|                                                       | Динамо (Казань)                 | - | Динамо-Строитель (Екатеринбург) | 3:4  |
|                                                       | Московский строитель            | - | Тана (Азов)                     | 12:0 |
| 29 апреля 2008                                        | Строитель (Брест, Белоруссия)   | - | Динамо (Электросталь)           | 0:4  |
|                                                       | Динамо (Казань)                 | - | Динамо-Строитель (Екатеринбург) | 3:2  |
|                                                       | Московский строитель            | - | Тана (Азов)                     | 12:2 |
| 6 мая 2008                                            | Московский строитель            | - | Динамо-Строитель (Екатеринбург) | 3:3  |
|                                                       | Тана (Азов)                     | - | Динамо (Электросталь)           | 1:6  |
| 7 мая 2008                                            | Московский строитель            | - | Динамо-Строитель (Екатеринбург) | 3:1  |
|                                                       | Тана (Азов)                     | - | Динамо (Электросталь)           | 1:10 |
| 16 мая 2008                                           | Московский строитель            | - | Строитель (Брест, Белоруссия)   | 1:1  |
| 17 мая 2008                                           | Московский строитель            | - | Строитель (Брест, Белоруссия)   | 1:0  |
| 23 мая 2008                                           | Динамо (Казань)                 | - | Динамо (Электросталь)           | 5:1  |
|                                                       | Тана (Азов)                     | - | Динамо-Строитель (Екатеринбург) | 1:6  |
| 24 мая 2008                                           | Динамо (Казань)                 | - | Динамо (Электросталь)           | 2:1  |
|                                                       | Тана (Азов)                     | - | Динамо-Строитель (Екатеринбург) | 0:3  |
| Общий тур (2-8 июня, игрался в Электростали)          |                                 |   |                                 |      |
| 2 июня 2008                                           | Динамо (Казань)                 | - | Строитель (Брест, Белоруссия)   | 3:2  |
|                                                       | Московский строитель            | - | Динамо-Строитель (Екатеринбург) | 3:5  |
|                                                       | Динамо (Электросталь)           | - | Тана (Азов)                     | 17:1 |
| 3 июня 2008                                           | Московский строитель            | - | Строитель (Брест, Белоруссия)   | 1:2  |
|                                                       | Динамо-Строитель (Екатеринбург) | - | Тана (Азов)                     | 7:1  |
|                                                       | Динамо (Электросталь)           | - | Динамо (Казань)                 | 2:2  |
| 5 июня 2008                                           | Московский строитель            | - | Тана (Азов)                     | 11:0 |
|                                                       | Динамо-Строитель (Екатеринбург) | - | Динамо (Казань)                 | 4:3  |
|                                                       | Динамо (Электросталь)           | - | Строитель (Брест, Белоруссия)   | 7:2  |
| 6 июня 2008                                           | Строитель (Брест, Белоруссия)   | - | Тана (Азов)                     | 9:0  |
|                                                       | Динамо (Казань)                 | - | Московский строитель            | 5:1  |
|                                                       | Динамо (Электросталь)           | - | Динамо-Строитель (Екатеринбург) | 2:3  |
| 7 июня 2008                                           | Динамо-Строитель (Екатеринбург) | - | Строитель (Брест, Белоруссия)   | 4:2  |
| 8 июня 2008                                           | Динамо (Казань)                 | - | Тана (Азов)                     | 13:0 |
|                                                       | Динамо-Строитель (Екатеринбург) | - | Строитель (Брест, Белоруссия)   | 3:1  |
|                                                       | Динамо (Электросталь)           | - | Московский строитель            | 5:2  |
| '                                                     |                                 |   |                                 |      |
| 13 июня 2008                                          | Динамо (Казань)                 | - | Московский строитель            | 12:1 |
|                                                       | Динамо-Строитель (Екатеринбург) | - | Динамо (Электросталь)           | 2:3  |
|                                                       | Строитель (Брест, Белоруссия)   | - | Тана (Азов)                     | 12:2 |
| 14 июня 2008                                          | Динамо (Казань)                 | - | Московский строитель            | 4:1  |
|                                                       | Динамо-Строитель (Екатеринбург) | - | Динамо (Электросталь)           | 0:1  |
|                                                       | Строитель (Брест, Белоруссия)   | - | Тана (Азов)                     | 8:0  |
| 19 июня 2008                                          | Московский строитель            | - | Динамо (Электросталь)           | 1:4  |
| 20 июня 2008                                          | Московский строитель            | - | Динамо (Электросталь)           | 2:3  |
|                                                       | Динамо (Казань)                 | - | Тана (Азов)                     | 16:0 |
| 21 июня 2008                                          | Динамо (Казань)                 | - | Тана (Азов)                     | 18:0 |
| 25 июня 2008                                          | Строитель (Брест, Белоруссия)   | - | Динамо (Казань)                 | 0:6  |
| 26 июня 2008                                          | Строитель (Брест, Белоруссия)   | - | Динамо (Казань)                 | 3:4  |
| Общий тур (3-9 августа, игрался в Екатеринбурге)      |                                 |   |                                 |      |
| 3 августа 2008                                        | Динамо (Электросталь)           | - | Динамо (Казань)                 | 4:1  |
|                                                       | Динамо-Строитель (Екатеринбург) | - | Строитель (Брест, Белоруссия)   | 4:2  |
|                                                       | Тана (Азов)                     | - | Московский строитель            | 5:0  |
| 4 августа 2008                                        | Динамо-Строитель (Екатеринбург) | - | Динамо (Электросталь)           | 1:1  |
|                                                       | Динамо (Казань)                 | - | Тана (Азов)                     | 4:2  |
|                                                       | Строитель (Брест, Белоруссия)   | - | Московский строитель            | 5:0  |
| 6 августа 2008                                        | Динамо-Строитель (Екатеринбург) | - | Динамо (Казань)                 | 2:5  |
|                                                       | Динамо (Электросталь)           | - | Московский строитель            | 5:0  |
|                                                       | Строитель (Брест, Белоруссия)   | - | Тана (Азов)                     | 8:1  |
| 8 августа 2008                                        | Динамо (Казань)                 | - | Строитель (Брест, Белоруссия)   | 3:1  |
|                                                       | Динамо (Электросталь)           | - | Тана (Азов)                     | 15:1 |
|                                                       | Динамо-Строитель (Екатеринбург) | - | Московский строитель            | 5:0  |
| 9 августа 2008                                        | Динамо (Казань)                 | - | Московский строитель            | 5:0  |
|                                                       | Динамо-Строитель (Екатеринбург) | - | Тана (Азов)                     | 4:1  |
|                                                       | Динамо (Электросталь)           | - | Строитель (Брест, Белоруссия)   | 5:4  |
| '                                                     |                                 |   |                                 |      |
| 10 августа 2008                                       | Динамо-Строитель (Екатеринбург) | - | Строитель (Брест, Белоруссия)   | 4:1  |
| 12 августа 2008                                       | Динамо-Строитель (Екатеринбург) | - | Тана (Азов)                     | 5:1  |
| 13 августа 2008                                       | Динамо-Строитель (Екатеринбург) | - | Тана (Азов)                     | 6:2  |
| 15 августа 2008                                       | Динамо (Электросталь)           | - | Тана (Азов)                     | 16:2 |
|                                                       | Динамо-Строитель (Екатеринбург) | - | Московский строитель            | 5:0  |
| 16 августа 2008                                       | Динамо (Электросталь)           | - | Тана (Азов)                     | 11:2 |
|                                                       | Динамо-Строитель (Екатеринбург) | - | Московский строитель            | 5:0  |
| 20 августа 2008                                       | Динамо (Электросталь)           | - | Строитель (Брест, Белоруссия)   | 6:0  |
| 21 августа 2008                                       | Динамо (Электросталь)           | - | Строитель (Брест, Белоруссия)   | 8:3  |
| 30 августа 2008                                       | Тана (Азов)                     | - | Московский строитель            | 5:0  |
|                                                       | Динамо-Строитель (Екатеринбург) | - | Динамо (Казань)                 | 2:2  |
| 31 августа 2008                                       | Тана (Азов)                     | - | Московский строитель            | 5:0  |
|                                                       | Динамо-Строитель (Екатеринбург) | - | Динамо (Казань)                 | 1:6  |
| 12 сентября 2008                                      | Динамо (Электросталь)           | - | Динамо (Казань)                 | 2:2  |
|                                                       | Строитель (Брест, Белоруссия)   | - | Московский строитель            | 5:0  |
| 13 сентября 2008                                      | Динамо (Электросталь)           | - | Динамо (Казань)                 | 4:3  |
|                                                       | Строитель (Брест, Белоруссия)   | - | Московский строитель            | 5:0  |
| 19 сентября 2008                                      | Динамо (Электросталь)           | - | Динамо-Строитель (Екатеринбург) | 8:2  |
|                                                       | Московский строитель            | - | Динамо (Казань)                 | 0:5  |
|                                                       | Строитель (Брест, Белоруссия)   | - | Тана (Азов)                     | 5:0  |
| 20 сентября 2008                                      | Динамо (Электросталь)           | - | Динамо-Строитель (Екатеринбург) | 6:5  |
|                                                       | Московский строитель            | - | Динамо (Казань)                 | 0:5  |
|                                                       | Строитель (Брест, Белоруссия)   | - | Тана (Азов)                     | 12:3 |
| 24 сентября 2008                                      | Динамо (Казань)                 | - | Строитель (Брест, Белоруссия)   | 4:2  |
| 26 сентября 2008                                      | Динамо (Казань)                 | - | Строитель (Брест, Белоруссия)   | 4:1  |
|                                                       | Динамо (Электросталь)           | - | Московский строитель            | 5:0  |
| Общий тур (27 сентября - 2 октября, игрался в Казани) |                                 |   |                                 |      |
| 27 сентября 2008                                      | Строитель (Брест, Белоруссия)   | - | Тана (Азов)                     | 9:2  |
|                                                       | Динамо (Электросталь)           | - | Динамо-Строитель (Екатеринбург) | 3:0  |
|                                                       | Динамо (Казань)                 | - | Московский строитель            | 5:0  |
| 28 сентября 2008                                      | Тана (Азов)                     | - | Московский строитель            | 5:0  |
|                                                       | Динамо (Казань)                 | - | Строитель (Брест, Белоруссия)   | 4:1  |
| 29 сентября 2008                                      | Динамо (Казань)                 | - | Тана (Азов)                     | 26:0 |
|                                                       | Динамо (Электросталь)           | - | Строитель (Брест, Белоруссия)   | 2:1  |
|                                                       | Динамо-Строитель (Екатеринбург) | - | Московский строитель            | 5:0  |
| 1 октября 2008                                        | Динамо (Казань)                 | - | Динамо (Электросталь)           | 6:4  |
|                                                       | Динамо-Строитель (Екатеринбург) | - | Тана (Азов)                     | 9:1  |
|                                                       | Строитель (Брест, Белоруссия)   | - | Московский строитель            | 5:0  |
| 2 октября 2008                                        | Динамо (Казань)                 | - | Динамо-Строитель (Екатеринбург) | 3:1  |
|                                                       | Динамо (Электросталь)           | - | Тана (Азов)                     | 15:1 |
| 3 октября 2008                                        | Динамо-Строитель (Екатеринбург) | - | Строитель (Брест, Белоруссия)   | 3:4  |

### Итоговая таблица чемпионата
(взято из)
| Место | Команда                                | Игр всего | Выиграно | Ничьи | Проиграно | Мячи     | Очки |
| ----- | -------------------------------------- | --------- | -------- | ----- | --------- | -------- | ---- |
|       | Динамо (Казань)                        | 35        | 28       | 3     | 4         | 211 - 48 | 87   |
|       | Динамо (Электросталь)                  | 35        | 28       | 3     | 4         | 198 - 61 | 87   |
|       | Динамо-Строитель (Екатеринбург)        | 35        | 21       | 3     | 11        | 123 - 76 | 66   |
| 4     | Строитель (Брест, Республика Беларусь) | 35        | 13       | 1     | 21        | 118 - 98 | 40   |
| 5     | Московский строитель (Москва)          | 35        | 5        | 2     | 28        | 57 - 147 | 17   |
| 6     | ХК Тана (Азов)                         | 35        | 4        | 0     | 31        | 47 - 324 | 12   |